# Санджай Субраманьям
Санджай Субраманьям (Sanjay Subrahmanyam; род. 21 мая 1961, Нью-Дели) — индийский историк. Специалист по раннему современному периоду (XV—XVIII вв.).
Доктор философии (1987), заслуженный профессор Калифорнийского университета в Лос-Анджелесе, занимающий именную кафедру. Прежде профессор Delhi School of Economics. Также преподавал в Оксфорде и EHESS (Париж). Член Американской академии искусств и наук (2009), членкор Британской академии (2016).
Лауреат Infosys Prize (2012, первый удостоенный) и премии Дэна Дэвида (2019), а также Prix International de l’Histoire (2020). Также является профессором в Коллеж де Франс в Париже.

## Биография и творчество
Из семьи государственных служащих.
В детстве любил Александра Дюма.
Окончил школу Sardar Patel Vidyalaya в 1977. В Делийском университете получил степени бакалавра BA и магистра MA экономики (1982), а также докторскую по истории экономики — в Delhi School of Economics, с диссертацией Trade and the Regional Economy of South India, c. 1550—1650 (науч. рук-ль Dharma Kumar). С 1983 преподавал в последней, с 1989 ассоциированный, с 1993 по 1995 профессор истории экономики. С 1995 по 2002 директор по исследованиям в Высшей школе социальных наук в Париже; его спровадили туда Дени Ломбар и Jean Aubin. В 2002 занял новосозданную кафедру истории и культуры Индии в Оксфордском университете, а в 2004 перешел в Калифорнийский университет в Лос-Анджелесе. С 2005 по 2011 директор-основатель Центра Индии и Южной Азии UCLA. Почетный доктор (2015, 2017). Отмечал, что в начале своей карьеры был более склонен к макроисторическим проектам, чем позднее. Первоначально же его заинтересовала история торговли.
Критиковал теорию И. Валлерстайна и работу Юргена Остерхаммеля о девятнадцатом веке. Также замечал, что в Индии крайне правые думают, что он марксист.
Женат.

## Книги
Две из них написал в соавторстве с Velcheru Narayana Rao.
- The Political Economy of Commerce: Southern India, 1500—1650 (Cambridge University Press, 1990) — является его переработанной докторской диссертацией
- Improvising Empire: Portuguese Trade and Settlement in the Bay of Bengal, 1500—1700 (Oxford University Press, 1990)
- Symbols of Substance: Court and State in Nayaka-period Tamilnadu (Oxford University Press, 1992)
- The Portuguese Empire in Asia, 1500—1700: A political and economic history (London and New York: Longman, 1993; 2nd ed. Wiley-Blackwell, 2012)
- The Mughal State, 1526—1750 edited jointly with Muzaffar Alam (Oxford University Press, 1998)
- The Career and Legend of Vasco da Gama (Cambridge University Press, 1998)
- Penumbral Visions: Making Polities in Early Modern South India (University of Michigan Press, 2001) — в основном посвящена восемнадцатому веку
- Textures of Time: Writing History in South India, 1600—1800 (The Other Press, 2003)
- Writing the Mughal World (2011)
- Three Ways to be an Alien (2011)
- Courtly Encounters: Translating Courtliness and Violence in Early Modern Eurasia (Mary Flexner Lectures) (Cambridge: Harvard University Press, 2012)
- Europe’s India (2016)
- Europe’s India: Words, People, Empires, 1500—1800 (Cambridge: Harvard University Press, 2017)
- Across the Green Sea: Histories from the Western Indian Ocean, 1440—1640 (Austin: University of Texas Press, 2024)